# Observatorium Robert Morris

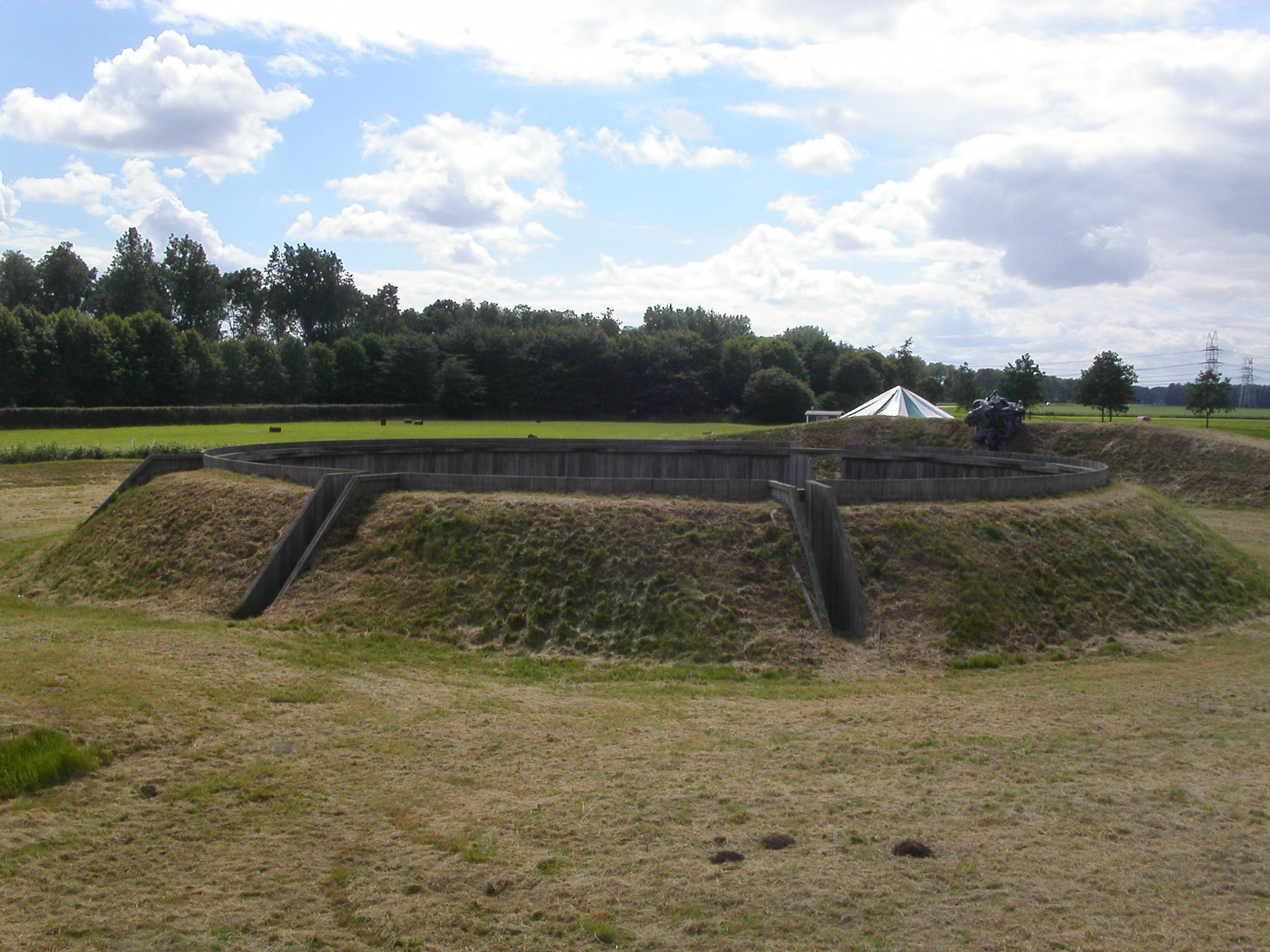
Observatorium Robert Morris

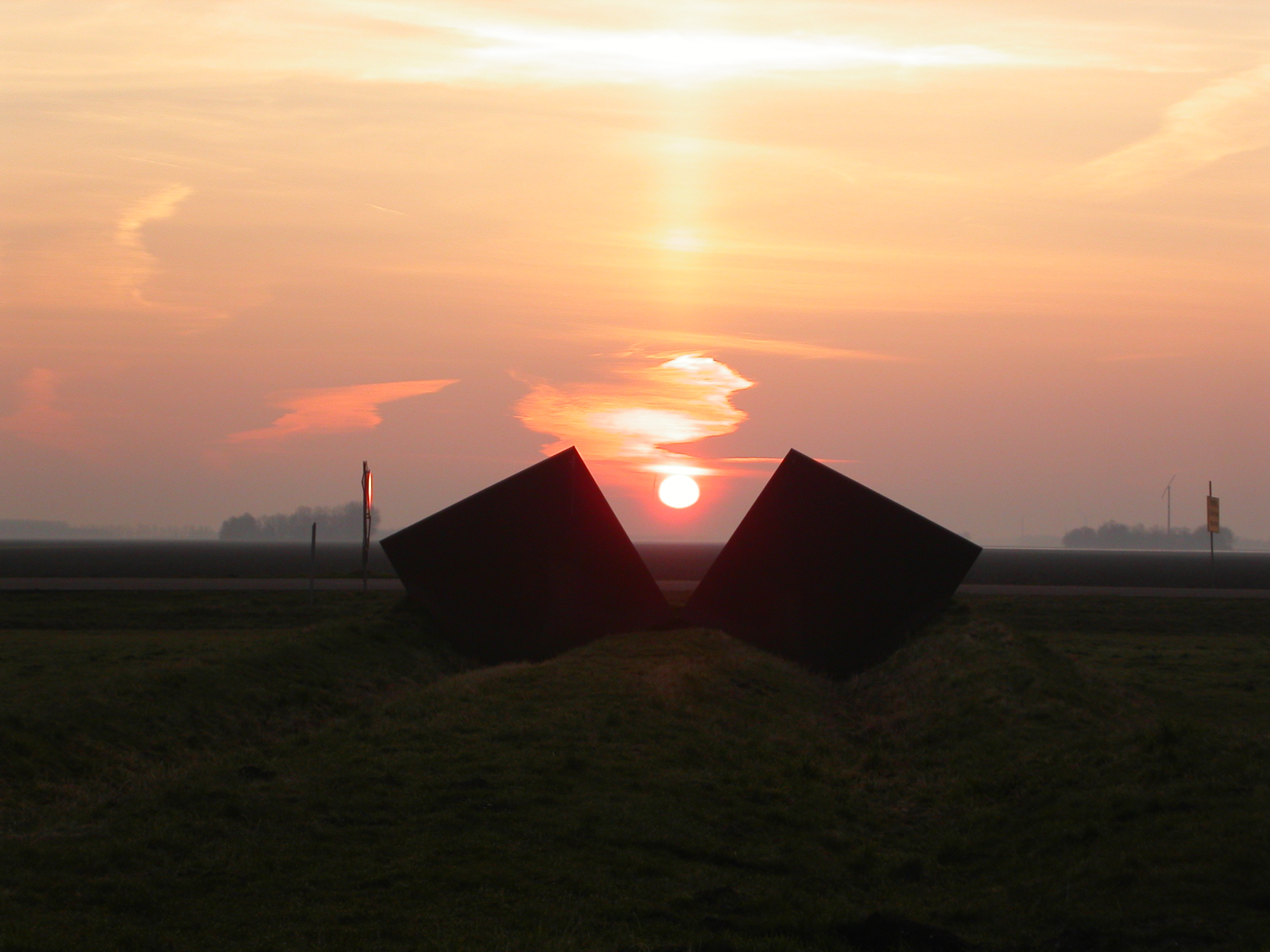
Soluppgång, våren 2005

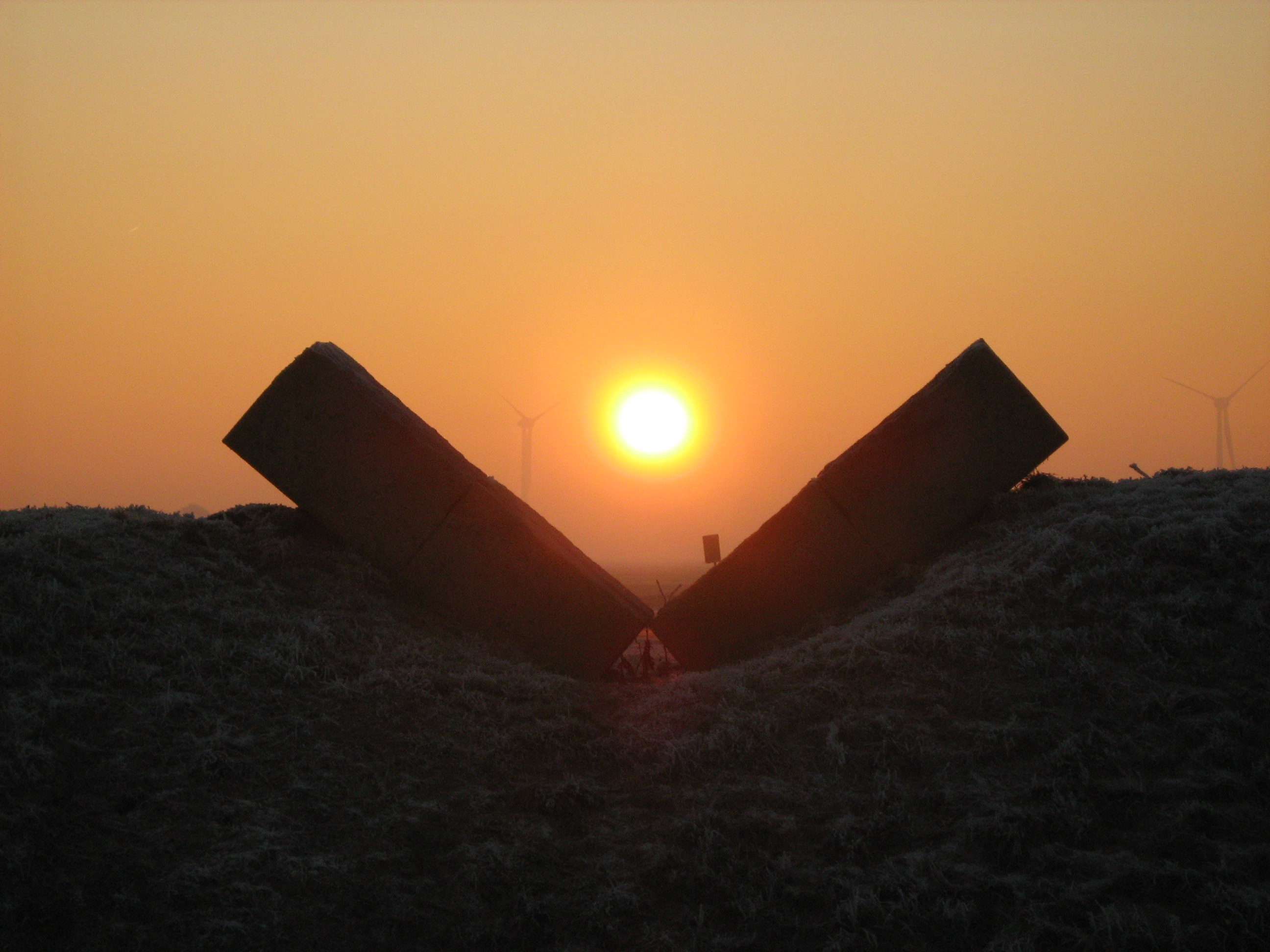
Soluppång, vintern 2007

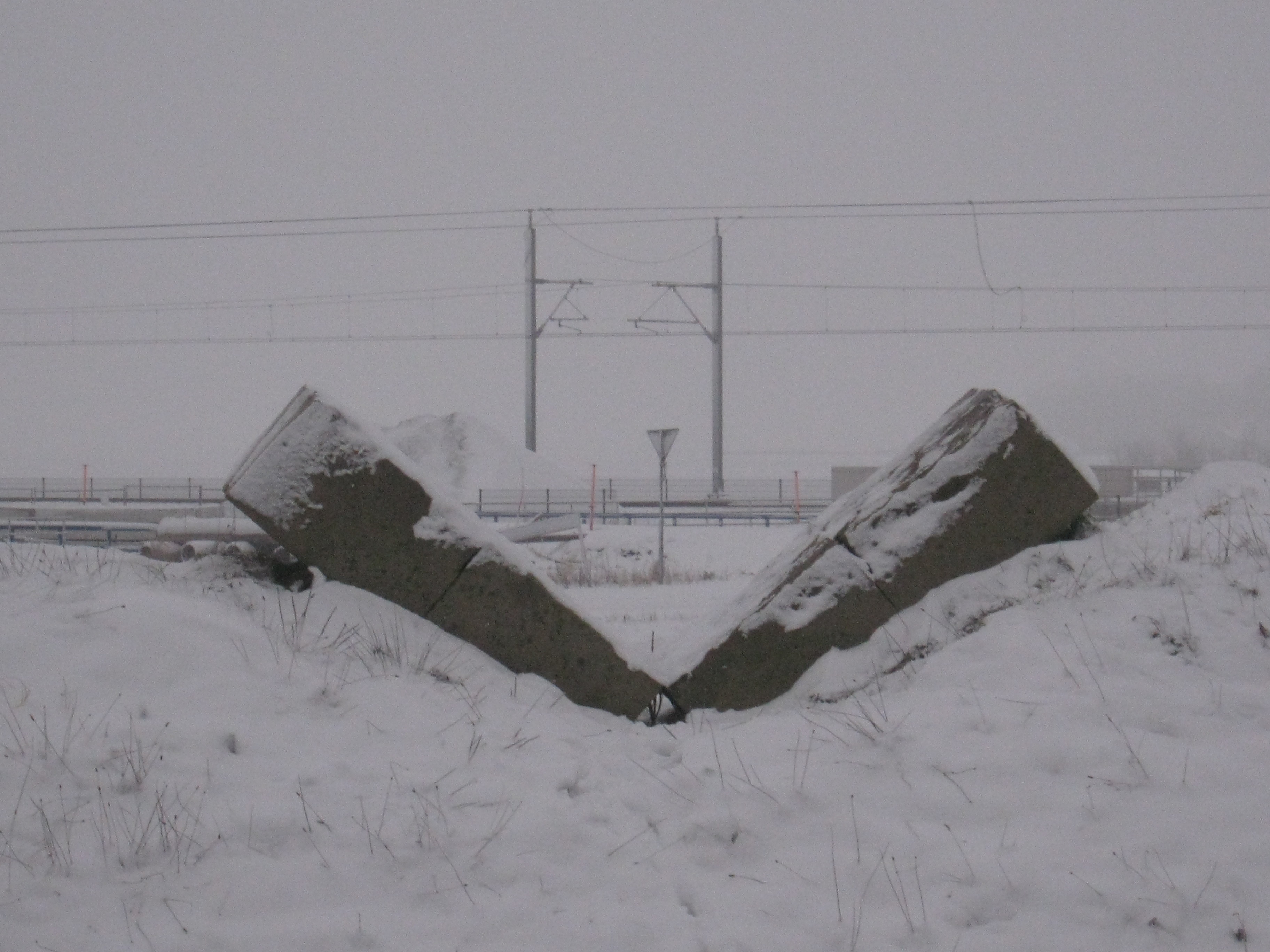
Vintersolstånd, 2010

Observatorium Robert Morris är ett jordkonstverk i Flevoland (i Lelystads kommun) i Nederländerna av den amerikanske konstnären Robert Morris.
Observatorium Robert Morris är inspirerat av gamla tiders astronomiska konstruktioner som Stonehenge i Storbritannien och Goseck i Tyskland, på en gång klocka, kalender och tempel för soldyrkan. Det består av två koncentriska cirklar. Den yttre vallen tonar ut i den omgivande terrängen. En tunnel på den västra sidan leder in till den inre ringen, som också är en jordvall, men som på insidan är beklädd med en trävägg av tropiskt trä som också har en akustisk funktion. På den östra sidan finns tre öppningar: en rakt österut, en 37 grader nord om väst-öst-axeln och en 37 grader i syd om denna. Öppningarna är klädda med granit. I den yttre vallen finns skåror med stålplattor i siktlinjen, och solen går vid vår- och höstdagjämningar upp så att den syns i denna. 
Observatoriet i Flevoland är en förstorad kopia av ett temporärt uppfört observatorium av dynsand på en tomt för kommande bostadsbebyggelse i Velsen. Det ligger öster om Lelystad utmed väg N307 till Dronten och uppfördes efter Robert Morris intentioner med arkitekten Coen de Groot, som också svarat för observatoriet 1971, som ansvarig. Våren 1977 inspekterade Morris också bygget. Det invigdes den 22 april 1977 av chefen för Myndigheten för IJsselmeerpolders och förvaltningen överfördes senare 1990 till Stichting Flevolandschap.
År 2012 öppnades järnvägen Hanzelijn mellan Lelystad och Zwolle, som går förbi observatoriet. Detta har medfört att den fria siktlinjen för soluppgångar på vintern har inkräktats av kontaktledningsstolparna.
Sommarsolstånden manifesteras varje år med festligheten Sunsation med teater, sång, dans och diktläsning. Vid vintersolstånden hålls en mindre fest, som arrangeras av konstnärer från Flevoland.